# Jairo Barcelos
Jairo Barcelos (Laguna, 7 de novembro de 1957) é um teatrólogo e diretor de teatro brasileiro.
É autor da peça teatral De Aninha à Anita, inspirada no livro do historiador Wolfgang Ludwing Rau. A peça deu origem à dramatização A República em Laguna, encenada em Laguna em julho de 2008, com Thiago Lacerda no papel de Giuseppe Garibaldi, e Vanessa Lóes no papel de Anita.